# Guéric Kervadec
Guéric Kervadec, né le 9 janvier 1972 à La Garenne-Colombes, est un ancien joueur de handball français jouant au poste de pivot. Champion du monde 1995, il remporte également deux médailles de bronze aux championnats du monde 1997 et 2005.

## Biographie

### Carrière en club
Après le déménagement de sa famille à Belley, Kervadec évolue dans le club de ville avant de rejoindre en 1988 le Vénissieux handball. Avec le club de la banlieue lyonnaise, il remporte deux Coupes de France en 1991 et 1992 et un titre de champion de France en 1992. En 1993, il rejoint l'USAM Nîmes où il remporte une nouvelle Coupe de France. En 1994, il quitte Nîmes après une saison pour l'US Créteil où il remporte en 1997 sa 4e Coupe de France. En 1997, il prend la direction du championnat d'Allemagne. En cinq saisons au SC Magdebourg, avec des joueurs tels que Joël Abati, Henning Fritz, Christian Gaudin et Ólafur Stefánsson, il remporte deux Coupes EHF en 1999 et 2001, le titre de champion d'Allemagne en 2001 et surtout la Ligue des Champions en 2002. En 2003, il est le 7e joueur et le premier non allemand avec Stefánsson à être inscrit au Hall of Fame du SC Magdebourg. En 2002, alors qu'il vient de remporter la Ligue des champions, il décide de rentrer en France à l'US Créteil. Dès sa première saison, il remporte la Coupe de la Ligue 2003 et atteint la finale de la Coupe de France 2003. Lors de la saison 2003-2004, il devient vice-champion de France mais s'incline en finaliste de la Coupe de la Ligue.
En décembre 2009, il décide de prendre sa retraite sportive car il aurait dû se faire opérer de son épaule blessée mais les délais de guérison auraient alors été bien trop longs pour envisager pouvoir revenir sur les terrains avant la fin de la saison. À 42 ans, il reprend une licence pour défendre les couleurs du club de National 3 Marolles Handball, à compter de la saison 2014-2015 où il évolue au poste de pivot et porte le brassard de capitaine,.

### Carrière en équipe nationale
À l'été 1993, il connait ses premières sélections en équipe de France à l'occasion des Jeux méditerranéens. Il connait l'année suivante sa première grande compétition internationale à l'occasion du Championnat d'Europe 1994 où la France termine à la 6e place. En 1995 vient la consécration avec le premier titre de Champion du monde du handball français. S'il assiste à la fin des Barjots aux Jeux olympiques de 1996,, il continue l'aventure en Bleu, remportant notamment une médaille de bronze lors du championnat du monde 1997 au Japon où il est également récompensé du titre de meilleur pivot. Mais après les Jeux olympiques de Sydney, il décide de se retirer parce que « je n’avais pas apprécié certains comportements pendant la compétition. », et assiste des tribunes au deuxième titre mondial de la France en 2001.
Il fait son retour en équipe de France en juin 2003 à l'occasion du Tournoi de Bercy avec comme ligne de mire les Jeux olympiques de 2004. Si, Kervadec et les Français ne parviennent une nouvelle fois pas à glaner de médaille olympique à Athènes, il met un terme définif à sa carrière en Bleu après la médaille de bronze difficilement acquise au Championnat du monde 2005.

### L'après-carrière
En 2010, il devient directeur sportif de l'US Créteil. En 2013, à l'issue d'une saison ratée ayant conduit le club en D2, il est remercié.
Il retrouve alors les terrains du Championnat de France de N3 (5e division à Marolles-en-Brie en 2014 avant de rejoindre en 2015 Auray où il occupe également un poste de chargé de mission auprès de la communauté de communes Auray-Quiberon-Terre Atlantique.
Parallèlement, son fils Ewan entre au centre de formation de US Créteil où il signe son premier contrat professionnel en 2019.

## Palmarès

### En équipe nationale
- Parcours en Équipe de France :
  - 1re sélection le 20 juin 1993 aux Jeux méditerranéens
  - Dernière sélection le 7 février 2005 au Mondial 2005 contre la  Tunisie
  - 217 sélections et 517 buts marqués

- Championnats du monde
  -  Médaille d'or au Championnat du monde 1995 en  Islande
  -  Médaille de bronze au Championnat du monde 1997 au  Japon
  - 6e place au Championnat du monde 1999 en  Égypte
  -  Médaille de bronze au Championnat du monde 2005[8]en  Tunisie

- Jeux olympiques
  - 4e place aux Jeux olympiques de 1996 à Atlanta,  États-Unis
  - 6e place aux Jeux olympiques de 2000 à Sydney,  Australie
  - 5e place aux Jeux olympiques de 2004 à Athènes,  Grèce

- Championnats d'Europe
  - 6e place au Championnat d'Europe 1994 au  Portugal
  - 7e place au Championnat d'Europe 1996 en  Espagne
  - 7e place au Championnat d'Europe 1998 en  Italie

- Autres
  - 6e place aux Jeux méditerranéens de 1991 (avec  France espoir)
  -  Médaille d'argent au Championnat du monde militaire en 1993 en Égypte[9]
  -  Médaillé d'argent aux Jeux méditerranéens de 1993  en Languedoc-Roussillon,  France
  -  Médaille d'or aux Goodwill Games de 1994 à Saint-Pétersbourg en  Russie

### En club
Compétitions internationales
- Ligue des champions (C1)
  - Vainqueur (1) : 2002
  - Demi-finaliste en 1993 et 1994
- Coupe de l'EHF (C3)
  - Vainqueur (2) : 1999  et 2001
- Supercoupe d'Europe
  - Vainqueur (2) : 2001 et 2002
  - Finaliste en 1999
- Finaliste du Super Globe en 2002

Compétitions nationales
- Championnat de France
  - Vainqueur (1) : 1992
  - Vice-champion en 1991, 1994, 1997 et 2004
- Vainqueur du Championnat de France de D2 en 2011
- Coupe de France
  - Vainqueur (4) : 1991, 1992, 1994 et 1997
  - Finaliste en 2003
- Coupe de la Ligue.
  - Vainqueur (1) : 2003
  - Finaliste en 2004 et 2008
- Vainqueur du Championnat d'Allemagne (1) : 2001
- Finaliste de la coupe d'Allemagne (1) : 2002
- Vainqueur de la Supercoupe d'Allemagne (1) : 2001

## Distinctions individuelles
- Élu meilleur pivot du Championnat du monde 1997
- Élu meilleur pivot du Championnat de France en 2003 et 2004
- Élu meilleur défenseur du Championnat de France en 2005
- Inscrit en 2003 au Hall of Fame du SC Magdebourg de la GETEC Arena
- Capitaine de l'équipe de France de 1998 à 2000
- Capitaine de l'équipe de l'US Créteil de 2003 à 2009